# مومیایی‌ها (فیلم ۲۰۲۳)
مومیایی‌ها (انگلیسی: Mummies) یک فیلم کمدی کامپیوتری اسپانیایی به زبان انگلیسی است که در سال ۲۰۲۳ به کارگردانی جوآن جسوس گارسیا گالوشا (در اولین کارگردانی بلند خود) بر اساس فیلمنامه‌ای از خاویر لوپز باریرا و جوردی گاسول و داستانی از گاسول ساخته شده است. این صداپیشگان این فیلم می‌توان به، جو توماس، النور تاملینسون، سلیا ایمری، هیو بونویل و شان بین اشاره کرد.
مومیایی‌ها که در ابتدا برای اکران در سال ۲۰۲۱ برنامه‌ریزی شده بود، اما در ۲۴ فوریه ۲۰۲۳ در اسپانیا اکران شد.

## داستان
این فیلم درباره سه مومیایی از عالم اموات است که به‌دنبال یک حلقه قدیمی متعلق به یک خانواده سلطنتی مصر باستان که توسط باستان‌شناس جاه‌طلبی به نام لرد کارنابی از مقبره‌ای دزدیده شده بود، سفری را آغاز می‌کنند و در لندن امروزی به سر می‌برند. مومیایی‌ها در چند موقعیت خنده‌دار به سر می‌برند، زیرا تلاش می‌کنند تا لندن قرن بیست و یکم را درک کنند و خودشان را با آن هماهنگ کنند و در یک تضاد فرهنگی آشکار هستند.